# Lâu đài bay của pháp sư Howl (phim)
Lâu đài bay của pháp sư Howl (tiếng Nhật: ハウルの動く城, Hepburn: Hauru no Ugoku Shiro, tiếng Anh: Howl's Moving Castle), hay Lâu đài di động của Howl, là một bộ phim điện ảnh hoạt hình Nhật Bản thuộc thể loại kỳ ảo năm 2004 do Miyazaki Hayao đạo diễn kiêm viết kịch bản, dựa trên tiểu thuyết cùng tên năm 1986 của nữ tác giả người Anh Diana Wynne Jones. Bộ phim do Suzuki Toshio sản xuất, với phần đồ hoạ hoạt hình của Studio Ghibli và do Toho phân phối. Hai diễn viên lồng tiếng chính cho phiên bản tiếng Nhật bao gồm Baisho Chieko và Kimura Takuya, còn các diễn viên lồng tiếng Anh là Jean Simmons, Emily Mortimer và Christian Bale. Lấy bối cảnh một vương quốc hư cấu nơi mà cả phép thuật và công nghệ tiên tiến đầu thế kỷ 20 cùng tồn tại, câu chuyện xoay quanh Sophie, cô thợ làm mũ trẻ luôn bằng lòng với cuộc sống bình lặng của mình. Sau khi bị một mụ phù thủy yểm bùa biến thành bà già, Sophie gặp được pháp sư Howl và cùng anh chống lại nhà vua, người yêu cầu anh tham gia vào cuộc chiến tranh với nước láng giềng.
Tác phẩm mang chủ đề phản chiến do ảnh hưởng từ quan điểm phản đối cuộc xâm lược Iraq của Hoa Kỳ của Miyazaki. Miyazaki khẳng định rằng ông "cực kì phẫn nộ" với cuộc chiến tranh này, do đó vị đạo diễn muốn làm một bộ phim mà ông nghĩ sẽ không được đón nhận ở Mỹ. Phim cũng khai thác chủ đề tuổi già và miêu tả tuổi tác theo chiều hướng tích cực, giúp mang lại sự tự do cho nhân vật chính. Tác phẩm còn chứa đựng các yếu tố nữ quyền và mang thông điệp về giá trị của lòng trắc ẩn. Năm 2013, Miyazaki chia sẻ rằng đây là tác phẩm yêu thích của ông trong số những đứa con tinh thần của mình và giải thích: "Tôi muốn truyền đi thông điệp rằng cuộc đời là đáng sống và tôi nghĩ điều đó chưa từng thay đổi." Bộ phim có khác biệt đáng kể so với cuốn sách, khi nguyên tác nhấn mạnh sự phản bác các chuẩn mực về giai cấp và giới tính, còn bản chuyển thể lại tập trung vào tình yêu và sự thủy chung, cũng như sự tàn phá của chiến tranh.
Lâu đài bay của pháp sư Howl có buổi công chiếu đầu tiên trên thế giới tại Liên hoan phim Venezia vào ngày 5 tháng 9 năm 2004 và ra mắt các rạp chiếu Nhật Bản vào ngày 20 tháng 11 năm 2004. Phim thu về 190 triệu USD tại Nhật Bản và 236 triệu USD trên toàn thế giới, trở thành một trong những phim điện ảnh Nhật Bản có doanh thu cao nhất trong lịch sử. Tác phẩm nhận được sự khen ngợi từ giới phê bình, chủ yếu dành cho mặt hình ảnh và cách Miyazaki thể hiện các ý đồ trong phim. Bộ phim được đề cử trong hạng mục Phim hoạt hình hay nhất tại lễ trao giải Oscar lần thứ 78 và giành được một số giải thưởng khác trong đó có bốn giải Tokyo Anime và một giải Nebula cho Kịch bản xuất sắc nhất.

## Nội dung
Sophie là một cô thợ làm mũ trẻ và là chị cả trong gia đình có ba chị em gái. Cô tình cờ gặp chàng pháp sư Howl trên đường đến thăm em gái Lettie. Khi trở về nhà, cô bị Phù thủy Vùng hoang địa yểm bùa biến thành một cụ già chín mươi tuổi. Sophie đành lên đường tìm kiếm cách phá bỏ lời nguyền. Trên đường đi, cô gặp một con bù nhìn biết đi và đặt tên cho nó là "Đầu củ cải". Nó dẫn cô đến lâu đài di động của Howl. Sau khi tự tiện tiến vào lâu đài, Sophie gặp Markl, học trò nhỏ tuổi của Howl, và Calcifer, con quỷ lửa nắm giữ phép thuật và khả năng di chuyển của lâu đài. Calcifer thỏa thuận với Sophie rằng sẽ hoá giải lời nguyền của cô nếu cô có thể phá bỏ mối liên kết giữa cậu và Howl. Khi Howl trở về, Sophie nói với anh rằng cô đã tự thuê mình làm người giúp việc của lâu đài.
Đất nước của Sophie vướng vào một cuộc chiến với vương quốc láng giềng lúc này đang tìm kiếm hoàng tử mất tích của họ. Đức vua triệu tập Howl tham gia vào cuộc chiến, nhưng anh nhờ Sophie giả làm mẹ mình để đến khước từ đề nghị của Đức vua với lý do không đủ dũng khí chiến đấu. Trước khi Sophie đi, Howl đưa cho cô một chiếc nhẫn có phép thuật dẫn lối cô về với Calcifer và đảm bảo an toàn cho cô. Ở cung điện, Sophie gặp Suliman, phù thủy đứng đầu của nhà vua, cũng như Phù thủy Vùng hoang địa, người bị Suliman trừng phạt bằng cách rút hết mọi sức mạnh của mụ và biến mụ về tuổi thật của mình, một bà già vô hại. Suliman cảnh báo Sophie rằng Howl sẽ có số phận tương tự nếu anh không chịu chiến đấu vì nhà vua. Khi Howl đến để giải cứu Sophie, Suliman cố gài bẫy để anh biến thành một con quái vật, nhưng nhờ Sophie mà Howl nhớ lại chính mình và kịp thời tránh được cái chết. Cả hai trốn thoát cùng với Phù thủy Vùng hoang địa và chú chó Heen của Suliman. Cùng lúc, binh lính của mỗi vương quốc xông vào nhà của Jenkins và Pendragon, hai bí danh của Howl ở từng vương quốc. Tuy nhiên, họ chỉ tìm thấy một sân trống và một nhà kho trống vì phép thuật của lâu đài giúp nó có thể di chuyển tới bốn vị trí riêng biệt.
Sophie biết được rằng sinh mạng của Howl bằng cách nào đó có liên hệ mật thiết với Calcifer, cũng như anh đã biến hình thành một sinh vật có hình dạng giống loài chim để can thiệp vào cả hai phe của cuộc chiến, nhưng sau mỗi lần biến đổi anh càng khó có cơ hội để trở lại hình dáng con người. Howl dùng phép thuật liên kết lâu đài với nhà của Sophie và đặt nó ở ngoại ô thị trấn. Vài ngày sau, thị trấn bị máy bay địch ném bom, trong khi đó tay sai của Suliman tấn công ngôi nhà và cửa hàng mũ của Sophie. Howl lại biến hình để bảo vệ mọi người. Sophie đưa mọi người ra khỏi nhà và mang Calcifer ra khỏi lò sưởi, khiến toà lâu đài sụp đổ. Phù thủy Vùng hoang địa nhận ra Calcifer có trái tim của Howl và chộp lấy nó. Để cứu mụ khỏi chết cháy, Sophie dội nước lên người mụ, làm dập tắt Calcifer. Lâu đài đổ nát lại chia làm đôi; Sophie rơi xuống vực sâu và bị tách khỏi nhóm.
Lần theo chiếc nhẫn phép, Sophie lạc vào một khung cảnh trong quá khứ. Cô thấy Howl khi còn trẻ đang bắt một ngôi sao rơi – Calcifer – và trao trái tim mình cho cậu. Trong lúc bị dịch chuyển lại về thực tại, Sophie hét lớn rằng Howl hãy tìm cô trong tương lai. Ở thực tại, cô gặp lại Howl và đoàn tụ với những người khác. Mụ phù thủy nghe lời Sophie và trả cho cô trái tim của Howl. Sophie hồi sinh Howl bằng cách đặt lại trái tim vào trong cơ thể anh, qua đó giải thoát cho Calcifer, nhưng cậu quyết định ở lại. Lời nguyền của Sophie được hoá giải dù mái tóc của cô vẫn bạc trắng. Khi cô đặt một nụ hôn lên má Đầu củ cải, anh biến trở lại hình dạng con người và tiết lộ mình là Justin, hoàng tử mất tích của vương quốc láng giềng. Justin tiết lộ rằng chỉ nụ hôn của người anh thực sự yêu mới có thể phá vỡ lời nguyền của anh. Nhận thấy tình cảm của Sophie dành cho Howl, anh quyết định trở về nhà để chấm dứt chiến tranh, nhưng cũng hứa sẽ trở lại. Nhìn thấy sự việc qua quả cầu pha lê, Suliman cũng quyết định kết thúc chiến tranh. Một thời gian sau, trên bầu trời xám xịt, các máy bay ném bom bay qua một vùng quê xanh tươi đã phục hồi sau chiến tranh nhưng lại trên đà tiến tới một cuộc chiến khác, trong khi đó, Sophie, Howl và mọi người bay theo hướng ngược lại trên một toà lâu đài di động mới.

## Diễn viên lồng tiếng
| Nhân vật                                            | Diễn viên lồng tiếng Nhật | Diễn viên lồng tiếng Anh                              |
| --------------------------------------------------- | ------------------------- | ----------------------------------------------------- |
| Sophie Hatter (ソフィー・ハッター Sofī Hattā)       | Baisho Chieko             | Emily Mortimer (Sophie trẻ) Jean Simmons (Sophie già) |
| Howl (ハウル Hauru)                                 | Kimura Takuya             | Christian Bale                                        |
| Phù thủy Vùng hoang địa (荒地の魔女 Arechi no Majo) | Miwa Akihiro              | Lauren Bacall                                         |
| Calcifer (カルシファー Karushifā)                   | Gashuin Tatsuya           | Billy Crystal                                         |
| Markl (マルクル Marukuru)                           | Kamiki Ryūnosuke          | Josh Hutcherson                                       |
| Suliman (サリマン Sariman)                          | Kato Haruko               | Blythe Danner                                         |
| Lettie (レティー Retī)                              | Kazuki Yayoi              | Jena Malone                                           |
| Honey (ハニー Hanī)                                 | Yasokawa Mayuno           | Mari Devon                                            |
| Hoàng tử Justin / Đầu củ cải (カブ Kabu)            | Ōizumi Yō                 | Crispin Freeman                                       |
| Quốc vương Ingary (国王 Kokuō)                      | Ōtsuka Akio               | Mark Silverman                                        |
| Heen (ヒン Hin)                                     | Harada Daijiro            | Dee Bradley Baker (không được ghi danh)               |

## Các chủ đề

### Chủ nghĩa hòa bình
Lâu đài bay của pháp sư Howl có chứa nhiều chủ đề phản chiến mạnh mẽ do ảnh hưởng từ sự phản đối của Miyazaki trước cuộc tấn công Iraq năm 2003. Khi nhận giải Oscar cho Sen và Chihiro ở thế giới thần bí (2001), ông chia sẻ rằng mình "cực kì phẫn nộ [với cuộc chiến tranh Iraq]. Vậy nên [ông] cảm thấy có phần do dự khi nhận giải thưởng này." Miyazaki tự nhận là một người theo chủ nghĩa hòa bình. Vào đêm trước khi cuộc Chiến tranh Iraq bùng nổ, Miyazaki quyết định làm một bộ phim mà ông cảm thấy sẽ không được đón nhận tại Hoa Kỳ. Mặc dù tác phẩm vẫn đạt được thành công ở Mỹ, học giả văn học Dani Cavallaro nhận định rằng Miyazaki "tạo nên một bộ phim mà nhìn chung đã gây ra một sự khó chịu nhất định cho các khán giả Mỹ." Trong phim, Quý bà Suliman tỏ ra là một người chỉ vì thích làm tổn thương kẻ khác mà gây ra xung đột và dù bà là người có trí tuệ tinh thông nhưng lại không thể nhận ra tính chất vô nghĩa của cuộc chiến cho tới tận khi bộ phim kết thúc. Điều này cho thấy Miyazaki muốn chỉ ra rằng nguyên nhân dẫn đến những cuộc xung đột trong thế giới thực cũng có phần ngẫu nhiên và chúng được thúc đẩy bởi tham vọng của những kẻ có đầu óc khó đoán. Cavallaro cho rằng cách cuộc chiến được tái hiện trong phim mang lại "một hương vị đắng không thể nhầm lẫn", cũng như sự hiện diện của quân đội và chiến tranh đã được làm nổi bật trong bộ phim. Các nhân tố có liên quan đến quân đội được tô đậm ngay từ những bản phác thảo ý tưởng ban đầu, hay như trong phim, những người lính trong quân phục trở nên nổi bật một cách có chủ đích trên nền một khu thương mại đông đúc, nhộn nhịp.
Lâu đài bay của pháp sư Howl được khắc hoạ là một vũ trụ không có những nhân vật phản diện và anh hùng rõ ràng; thay vào đó, các nhân vật có chiều sâu phức tạp, bên cạnh đó ngay cả những nhân vật ban đầu được miêu tả theo chiều hướng tiêu cực như Howl về sau cũng cho thấy khả năng thay đổi. Dù vậy, Matt Kimmich nhận định rằng thông điệp giản đơn của bộ phim chỉ là "chiến tranh là xấu." Cảnh Sophie đang đứng giữa cánh đồng hoa tuyệt đẹp thì trên bầu trời bỗng xuất hiện một tàu bay quân sự đã "buộc tội đế chế cầm quyền là kẻ hủy diệt nền hòa bình." Sự khắc hoạ này trái ngược hẳn với các tác phẩm khác của Miyazaki như Mononoke Hime (1997), vốn thường chỉ trích xung đột quân sự theo một cách khác biệt hơn. Andrew Osmond cho rằng: "Lập trường phản đối chiến tranh đầy thành thực của Howl được thể hiện như thể phản đối kẻ cầm quyền là lựa chọn duy nhất, khi anh chiến đấu chống lại cả hai phe và trở thành nỗi kinh hoàng tồi tệ nhất cho tất cả bọn họ", dưới hình dạng của một con chim dữ tợn. Howl chấp nhận mạo hiểm chính con người mình khi biến hình thành một con thú, còn Calcifer nói rằng sớm muộn anh sẽ không thể quay trở lại hình dạng con người. Ngược lại, nhân vật Ashitaka trong Mononoke Hime cố gắng chiến đấu với vết thương ma quỷ cho anh sức mạnh phi thường nhưng đồng thời cũng khiến anh đau đớn, ngoài ra anh còn cố gắng thương lượng một nền hòa bình cho hai phe đối địch. Osmond nhận định cả hai bộ phim đều chỉ ra rằng nam tính cũng có các giới hạn như những gì Howl và Ashitaka đã minh chứng.

### Khả năng bay lượn và sự phê bình nền văn minh hiện đại
Giống như một số tác phẩm khác của Miyazaki, Lâu đài bay của pháp sư Howl phản ánh niềm đam mê của vị đạo diễn đối với khả năng bay lượn. Điều này thể hiện qua một số tàu bay có thiết kế sáng tạo trong phim, cũng như việc Howl biến hình thành một con chim. Sau này, Miyazaki đã lựa chọn bay lượn làm chủ đề chính trong bộ phim Kaze Tachinu (2013). Vị đạo diễn chia sẻ rằng ngày nhỏ ông thấy rất thích thú với máy bay quân sự, nhưng ông dần trở nên căm ghét chúng do chúng được tạo ra vì mục đích hủy diệt. Do đó, trong Lâu đài bay của pháp sư Howl có cả hình ảnh của một chiếc "tàu bay" vô hại, đẹp đẽ và những máy bay quân sự to lớn, xấu xí, chuyên gieo rắc sự phá huỷ. Cavallaro viết rằng Miyazaki muốn "tái hiện khả năng bay lượn như là một điều đáng ngưỡng mộ và nể phục", nhưng đồng thời ông cũng không "[ngó lơ] cách nó bị lạm dụng bởi các chiến lược gia và nhà cầm quyền vô đạo đức."
Cách nhìn nhận có chút khác biệt về khả năng bay lượn của Miyazaki là một trong những sự phê bình của ông về xã hội và công nghệ hiện đại nói chung. Margaret Talbot viết rằng ngoài đời Miyazaki tỏ ra "cực kì không hài lòng với cuộc sống hiện đại," đặc biệt là trước những tác động của công nghệ và sự xa rời thiên nhiên của con người. Nhiều bộ phim của ông cho thấy thái độ ngạo mạn về trình độ công nghệ chính là gốc rễ của cái ác. Những chiếc tàu chiến trong phim được miêu tả là "có ngoại hình hiện đại đầy bóng bẩy và ra vẻ chính nghĩa," nhưng sau đó lại gây ra sự tàn phá nặng nề. Ngược lại, theo Carl và Garrath Wilson, lâu đài vừa như một vật thể sống vừa không của Howl thể hiện "sự diễn giải theo lối Đạo giáo của Miyazaki rằng muốn phát triển kinh tế và xã hội dựa trên công nghiệp thì cần phải hoà hợp với tự nhiên". Antonio Lioi viết rằng những cảnh tượng đẹp đẽ thường được Miyazaki khắc hoạ trái ngược hẳn so với những cảnh có chứa các biểu tượng của nền văn minh hiện đại, chẳng hạn như khi thế giới mộng mơ của Sophie bị một cỗ máy chiến tranh xen vào. Tạo ra sự tương phản này là một cách để Miyazaki bày tỏ sự phê bình sinh thái của mình về nền văn minh hiện đại, nhưng thay vào đó ông cũng mang đến những khung phim với phong cảnh thiên nhiên tươi đẹp.

### Tuổi già và lòng trắc ẩn
Miyazaki cho rằng một khía cạnh hấp dẫn trong Lâu đài bay của pháp sư Howl đó là tuổi già được tái hiện một cách khá tích cực. Bị bùa phép của mụ phù thủy biến thành bà già thậm chí giúp Sophie cảm thấy dễ dàng nói ra suy nghĩ của mình hơn. Theo Miyazaki, không giống như trong Lâu đài bay của pháp sư Howl, các cụ bà ít khi được thống trị màn ảnh, điều khiến ý tưởng trong bộ phim của ông có phần mạo hiểm. Elizabeth Parsons nhận định tác phẩm đã phá bỏ định kiến "tuổi già chỉ toàn mang lại những điểm kém thu hút", khi Sophie già nua do trúng bùa phép nhưng lại có thể giải cứu hai chàng trai tuấn tú (cuối cùng đều đem lòng yêu cô) và vô tình giúp vương quốc của cô kết thúc chiến tranh. Những việc Sophie làm thường là các công việc của người bà, chẳng hạn như đối xử tốt và săn sóc những người xung quanh, hoặc thường xuyên tham gia làm công việc nhà; dù vậy, chúng được miêu tả như là những việc làm mạnh mẽ và lớn lao. Sophie là một trong những nữ chính mạnh mẽ trong các tác phẩm của Miyazaki. Theo Parsons, điều này cũng mang lại yếu tố nữ quyền cho bộ phim. Ngoài ra, dù Sophie tự nhận là người giúp việc để hợp lý hoá sự có mặt của mình trong toà lâu đài, nhưng sau đó những công việc nhà trong phim vẫn được phân chia công bằng, qua đó càng củng cố thêm cho yếu tố nữ quyền của tác phẩm.
Năm 2013, Miyazaki chia sẻ rằng Lâu đài bay của pháp sư Howl là tác phẩm yêu thích của ông trong số những đứa con tinh thần của mình. Ông giải thích: "Tôi muốn truyền đi thông điệp rằng cuộc đời là đáng sống, và tôi nghĩ điều đó chưa từng thay đổi." Trong phim, Sophie đã vượt qua mọi khó khăn khi học cách đặt hạnh phúc của những người mà cô yêu thương lên trên lợi ích của bản thân, một phẩm chất mà Miyazaki gọi là sự tận tâm. Một số nhân vật chính trong các tác phẩm của Miyazaki như Ashitaka và San trong Mononoke Hime hay Sheeta và Pazu trong Laputa: Lâu đài trên không (1986) đã tìm được cách sống sót khi nhận ra bài học tương tự. Cavallaro cho rằng Miyazaki đã giảng giải bài học đạo lý này xuyên suốt bộ phim nhằm diễn tả khả năng động lòng trắc ẩn của con người, chẳng hạn như khi Đầu củ cải che ô cho Sophie lúc trời đổ mưa. Howl từ một nhân vật ích kỷ và chỉ chăm lo cho ngoại hình của mình cũng đã học cách đặt người khác lên trước bản thân. Khi Quý bà Suliman biến Phù thủy Vùng hoang địa trở lại hình dạng thật của mụ là một bà lão già nua, Sophie đã cho mụ phù thủy một chỗ ở và chăm sóc cho mụ dù chính bà ta đã ếm lời nguyền lên cô, qua đó ý niệm về lòng nhân ái càng được thể hiện rõ hơn. Mụ phù thủy sau đó suýt nữa đã giết chết Howl vì hành động ích kỷ của mình, nhưng tới cuối lại góp công cứu toà lâu đài. Parsons viết: "Trên cán cân công bằng của Miyazaki, các cụ bà có thể vừa mạnh mẽ vừa mềm yếu, vừa tích cực mà cũng vừa tiêu cực, biết yêu thương nhưng cũng tỏ ra ích kỷ, bị chỉ trích nhưng cũng được yêu quý; nói tóm lại, họ không dễ để phân loại hay đưa vào khuôn mẫu, đồng thời cũng không thể bị coi là những kẻ gian tà hư cấu dù mang hình dạng của một phù thủy xấu xa." Các nhân vật này cũng được trao nhiều không gian trong phim với tư cách là người chủ động định đoạt số phận của mình, một điều ít thấy trong các bộ phim phương Tây.

## Sản xuất
Tháng 9 năm 2001, Studio Ghibli đưa ra thông báo tiến hành sản xuất hai bộ phim. Bộ phim thứ nhất mang tên Loài mèo trả ơn và tác phẩm thứ hai là bản chuyển thể từ tiểu thuyết Lâu đài bay của pháp sư Howl của Diana Wynne Jones. Có nguồn tin cho rằng Miyazaki đã nảy ra ý tưởng thực hiện Lâu đài bay của pháp sư Howl khi đến thăm chợ Giáng sinh Strasbourg. Suzuki Toshio, nhà sản xuất của Lâu đài bay của pháp sư Howl, cho biết Miyazaki đã nảy sinh cảm hứng để thực hiện bộ phim khi đọc cuốn tiểu thuyết của Jones và ông cảm thấy ấn tượng mạnh với hình ảnh một toà lâu đài bay lượn trên đồng quê. Trong khi cuốn tiểu thuyết không giải thích cách toà lâu đài di chuyển thì Miyazaki lại muốn tìm hiểu xem nó có thể chuyển động như thế nào, do đó ông nghĩ ra hình ảnh toà lâu đài di chuyển bằng chân gà. Toà lâu đài di động với hình dạng phức tạp tự biến đổi và tái cấu trúc lại nhiều lần trong suốt bộ phim để phù hợp với tính tình có phần lập dị của Howl, cũng như để thích ứng trong nhiều trường hợp khác nhau. Cấu trúc cơ bản của toà lâu đài gồm hơn 80 phần, trong đó có một cái lưỡi ve vẩy, các tháp canh, bánh răng cưa và chân gà, tất cả đều được tái hiện như là những vật thể kỹ thuật số.
Ban đầu, Hosoda Mamoru từ hãng sản xuất phim hoạt hình Toei Animation được chọn làm đạo diễn cho Lâu đài bay của pháp sư Howl, nhưng ông quyết định rời bỏ dự án sau khi nhiều ý tưởng của mình dành cho bộ phim không nhận được cái gật đầu từ các nhà điều hành của Studio Ghibli. Quá trình sản xuất tác phẩm bị gác lại cho đến khi Miyazaki tiếp quản dự án. Bộ phim được tiếp tục tiến hành sản xuất vào tháng 2 năm 2003, dự kiến hoàn thành vào mùa xuân năm 2004 và phát hành vào mùa hè cùng năm.
Để nghiên cứu các công trình kiến trúc và khung cảnh nhằm dựng bối cảnh cho bộ phim, Miyazaki đã đến thăm hai xã Colmar và Riquewihr thuộc vùng Alsace của Pháp. Miyazaki còn lấy cảm hứng từ các ý tưởng về công nghệ tương lai trong những tác phẩm của Albert Robida. Các nhà bình luận cho rằng hình ảnh trong phim của Miyazaki chịu ảnh hưởng từ niềm yêu thích của ông đối với những bức hoạ theo phong cách "nghệ thuật ảo ảnh" châu Âu thế kỷ 19. Suzuki cho rằng, không giống như nhiều bộ phim phương Tây thường đưa hình ảnh đi "từ cái chung chung [đến] cái cụ thể," Miyazaki sử dụng lối tiếp cận độc đáo của Nhật Bản, đó là bắt đầu với một hình ảnh rất cụ thể và bắt đầu chuyển cảnh từ đó. Tuy nhiên, Lâu đài bay của pháp sư Howl cũng như các bộ phim của Miyazaki đều chú trọng việc sử dụng các hình ảnh chân thực theo cách không giống với những tác phẩm anime khác.
Studio Ghibli sản xuất bộ phim dưới dạng kỹ thuật số, tuy nhiên họ vẽ và tô màu các bối cảnh nền bằng tay trước khi đem số hóa, còn các nhân vật cũng được vẽ tay trước khi được quét để đưa vào máy tính. 1400 bảng vẽ minh hoạ cốt truyện cho bộ phim được hoàn thiện vào ngày 16 tháng 1 năm 2004. Ngày 25 tháng 6, công đoạn tạo khung chuyển tiếp hoàn tất và khâu kiểm duyệt được hoàn thành vào ngày 26 tháng 6. Studio Ghibli sử dụng công nghệ kỹ thuật số để cho chạy nhiều bản sao của các thành phần tĩnh trong một cảnh; quy trình này nhằm tránh sự rời rạc giữa các khung hình tĩnh khác nhau, tuy nhiên cách làm này lại tạo ra cảm giác thiếu chân thực. Do đó, hãng phim chọn cách sửa đổi thủ công các hình ảnh vốn đã được chỉnh sửa kỹ thuật số để mang lại cảm giác của một hình ảnh vẽ tay.
Giống như các bộ phim khác của Studio Ghibli, Lâu đài bay của pháp sư Howl cũng do hãng này đồng sản xuất với các công ty khác, đó là Tokuma Shoten, Nippon Television Network, Dentsu, Buena Vista Home Entertainment, Mitsubishi và Toho.

## So sánh giữa phim và tiểu thuyết
Bộ phim có một số điểm khác biệt so với tiểu thuyết, một phần do hai dạng phương tiện truyền thông này có nhiều đòi hỏi khác nhau. Cuốn tiểu thuyết của Jones sở hữu dàn nhân vật đồ sộ cũng như một vài tình tiết truyện quá phức tạp để có thể chuyển thể lên phim ảnh. Do đó, một số nhân vật như cô em út của Sophie là Martha đã được lược bỏ, giống như tình tiết Markl tán tỉnh Sophie (trong tiểu thuyết nhân vật này có tên là Michael và được miêu tả là một chàng thanh niên chứ không phải là một cậu bé). Jones đã có cuộc thảo luận về bộ phim với đại diện của Studio Ghibli nhưng không đóng góp hay tham gia vào việc sản xuất phim. Miyazaki đến Anh vào mùa hè năm 2004 để chiếu riêng cho Jones xem bản chuyển thể điện ảnh đã hoàn thành. Cảm nghĩ của bà được trích lại như sau: "Thật ngoài sức tưởng tượng. Không, tôi đã không có ý kiến đóng góp nào—tôi viết sách chứ không làm phim. Đúng vậy, bộ phim có điểm khác biệt so với cuốn sách—sự thực là nó có thể sẽ rất khác, nhưng nên là như vậy. Đây vẫn sẽ là một bộ phim tuyệt vời."
Lâu đài của Howl trong tiểu thuyết được mô tả là một tòa tháp phù thủy cao lớn, tăm tối và tràn đầy sát khí, khác xa với hình ảnh phức tạp trong phim. Lâu đài trong phim có thể coi là một sự giễu nhại những loại máy móc vốn chạy bằng cả động cơ hơi nước lẫn phép thuật trong tác phẩm. Trong phim, toà lâu đài là một "khối ghép tròn xoay được kết hợp từ ống khói, mái nhà, ống dẫn hơi nước và nhiều bộ phận phụ kỳ lạ khác, tất cả được chống đỡ bởi những chiếc chân chim làm từ máy móc", giống như túp lều của nhân vật Baba Yaga trong truyện truyền thuyết nổi tiếng của người Slav. Lâu đài hao hao giống một vật thể sống và được khắc hoạ như thể có sự sống. Tương tự, Calcifer trong cuốn sách là một nhân vật độc ác, không có vẻ ngoài và tính cách dễ mến giống như trong phim. Cả bộ phim và cuốn tiểu thuyết đều muốn truyền tải rằng các yếu tố kỳ ảo cũng chỉ là những điều hết sức bình thường. Mặc dù các nhân vật được đặt trong một vũ trụ giả tưởng nhưng khán giả vẫn hay thấy họ làm các công việc thường ngày như nấu bữa sáng hay giặt giũ, trái ngược với các hành động lớn lao mang tính anh hùng điển hình trong một vũ trụ giả tưởng. Jones tạo ra một sự chia cắt trong bối cảnh giả tưởng của cuốn tiểu thuyết khi cho các nhân vật du hành đến xứ Wales, một địa điểm thuộc thế giới thực. Trong khi đó, bản chuyển thể điện ảnh tránh sự rẽ nhánh này và duy trì liên tục bối cảnh giả tưởng.
Sự bổ sung lớn nhất của Miyazaki vào cốt truyện đó là nâng tầm ảnh hưởng của cuộc chiến tranh. Trong cuốn sách, chiến tranh chỉ được đề cập một cách gián tiếp khi nhà vua lệnh cho Howl đi tìm người em trai mất tích của ông là Justin, vì ông cần tới tài quân sự của Justin cho cuộc chiến sắp tới. Howl thường xuyên vắng mặt là vì thói trăng hoa của anh, điều khiến Sophie cảm thấy anh là một con người nông cạn và hèn nhát. Tuy nhiên, trong phim, Howl thường vắng nhà để phá vỡ kế hoạch chiến đấu của quân đội cả hai phe, dưới hình dạng một con chim khổng lồ.
Sự thay đổi trong cốt truyện này cũng khiến cho vai trò của một số nhân vật có sự khác nhau giữa tiểu thuyết và phim. Trong cuốn sách, Phù thủy Vùng hoang địa là nhân vật phản diện chính, còn khi lên phim, mụ bị ma thuật của Quý bà Suliman biến thành một bà già hoàn toàn vô hại và gợi lên sự đồng cảm ở cả Sophie lẫn các khán giả. Bộ phim đã biến hai nhân vật trong tiểu thuyết, cô Penstemmon và phù thủy Suliman, thành một nhân vật duy nhất, Quý bà Suliman. Trong phim, dù Suliman gần như chính là kiểu nhân vật phản diện truyền thống nhưng bà được cho là có động cơ không rõ ràng, ngoài ra các nhà phê bình cũng nhận định rằng chiến tranh mới là nhân vật phản diện thực sự. Thói trăng hoa, phóng đãng vốn là một phần quan trọng trong tính cách của Howl được lược bỏ khi lên phim. Trong khi đó, tính cách của Sophie trở nên thông thường hơn; cô ít gắt gỏng và thẳng thắn hơn, đồng thời cũng bày tỏ tình yêu của mình với Howl sớm hơn và trực diện hơn. Tình tiết truyện thể hiện rằng Sophie là một phù thủy quyền năng tự thân không xuất hiện trong phim mặc dù cô vẫn cho thấy khả năng kiểm soát lời nguyền của mình.
Giữa tiểu thuyết và phim cũng có sự khác biệt về chủ đề trọng tâm. Nhà phê bình Antonia Levi viết rằng trải nghiệm xem phim giống như đọc một tác phẩm fan fiction chất lượng cao và dù các nhân vật và bối cảnh vẫn giữ nguyên nhưng câu chuyện lại khác. Mặc dù câu chuyện luôn bắt đầu với Sophie là một "tù nhân" trong chính hoàn cảnh của cô và định kiến xã hội, nhưng những thử thách mà cô phải đối mặt trong tiểu thuyết và trên phim có phần khác biệt. Levi nói: "Jones dùng Sophie, Howl và Calcifer theo lối truyện cổ tích để kể một câu chuyện phản bác lại những kì vọng về giai cấp và giới tính, còn Miyazaki sử dụng cùng những nhân vật đó để kể câu chuyện về lòng thủy chung, tình yêu và chiến tranh."

## Nhạc phim

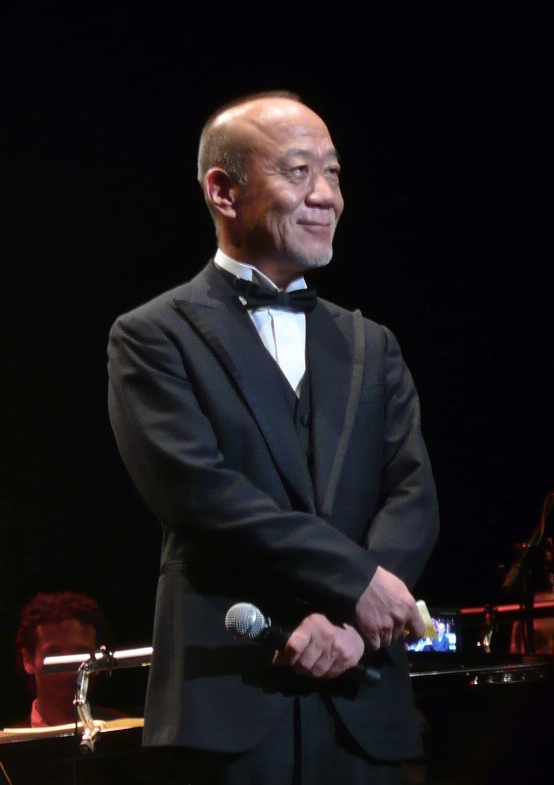
Hisaishi Joe, nhà biên soạn và chỉ huy đạo phần âm nhạc của bộ phim, năm 2011

Nhạc phim của Lâu đài bay của pháp sư Howl được sáng tác và chỉ đạo bởi Hisaishi Joe và do dàn nhạc giao hưởng New Japan Philharmonic thể hiện. Tokuma Japan Communications phát hành đĩa CD nhạc phim lần đầu vào ngày 19 tháng 11 năm 2004. Hisaishi còn biên soạn và chỉ đạo cho Howl's Moving Castle: Symphony Suite, một album phát hành vào ngày 21 tháng 1 năm 2004, bao gồm mười bản nhạc được cải biên lại từ nhạc phim gốc. Ông và ca sĩ Kimura Youmi cũng đã sáng tác Howl's Moving Castle CD Maxi-Single, một đĩa đơn CD ra mắt vào ngày 27 tháng 10 năm 2004, bao gồm bài hát chủ đề của bộ phim do Baisho Chieko (diễn viên lồng tiếng Nhật cho Sophie) trình bày, phiên bản karaoke của ca khúc này, cũng như phiên bản piano của bản nhạc nền chính của bộ phim, "The Merry-Go-Round of Life".

## Phát hành và đón nhận

### Doanh thu phòng vé
Năm 2004, Lâu đài bay của pháp sư Howl có buổi công chiếu đầu tiên trên thế giới tại Liên hoan phim Venezia lần thứ 61 và được phát hành tại Nhật Bản vào ngày 20 tháng 11. Tác phẩm do Toho phân phối tại thị trường nội địa và thu về 14,5 triệu USD chỉ trong tuần đầu công chiếu ở quốc gia này, với tổng doanh thu trong nước là 190 triệu USD. Phim cũng do nhiều công ty khác nhau phân phối trên toàn thế giới và mang về thêm khoảng 45 triệu USD bên ngoài Nhật Bản, nâng tổng doanh thu toàn cầu lên con số 235,1 triệu USD. Lâu đài bay của pháp sư Howl sau đó được lồng tiếng Anh dưới sự giám sát của Pete Docter từ Pixar và do Walt Disney Pictures phân phối tới các rạp chiếu Hoa Kỳ vào ngày 10 tháng 6 năm 2005. Đây là một trong những phim điện ảnh Nhật Bản thành công nhất về mặt thương mại. Không lâu khi phát hành, tác phẩm đã trở thành bộ phim có doanh thu lớn thứ ba tại Nhật Bản, sau Titanic và Sen và Chihiro ở thế giới thần bí.

### Các dạng phát hành khác
Với định dạng băng đĩa xem tại nhà, Lâu đài bay của pháp sư Howl đã bán được 2,7 triệu bản ở Nhật Bản và thu về khoảng 17 triệu USD ở Hoa Kỳ. Phim được phát hành tại Mỹ dưới định dạng DVD vào ngày 7 tháng 3 năm 2006 và do Walt Disney Studios Home Entertainment phát hành dưới định dạng đĩa Blu-ray vào ngày 21 tháng 5 năm 2013. GKIDS đã tái phát hành bộ phim dưới hai định dạng trên vào ngày 17 tháng 10 năm 2017.

### Đánh giá chuyên môn
Trên hệ thống tổng hợp kết quả đánh giá Rotten Tomatoes, Lâu đài bay của pháp sư Howl có tỷ lệ đánh giá tích cực là 87% dựa trên nhận xét của 181 nhà phê bình, với điểm trung bình là 7,47/10. Phần đánh giá chung của phim trên trang web này có nội dung: "Dưới cọ vẽ tinh xảo của nhà họa sĩ diễn hoạt bậc thầy Miyazaki, Lâu đài bay của pháp sư Howl sẽ khiến trẻ em say mê với câu chuyện kỳ ảo của mình và lay động cảm xúc của những khán giả lớn hơn." Trên trang Metacritic, số điểm trung bình của phim là 80/100 dựa trên 40 nhận xét, cho thấy "các đánh giá nhìn chung là tích cực".
Nhà phê bình Claudia Puig của USA Today viết một bài đánh giá tích cực về bộ phim, dành lời khen cho khả năng kết hợp giữa "những cảm giác kinh ngạc đầy trong sáng và vô vàn xúc cảm, nguyên cớ đầy phức tạp". Trong cuốn sách 500 Essential Anime Movies, Helen McCarthy viết rằng thiên nhiên trong phim "được tái hiện một cách tuyệt đẹp", với "những phong cảnh núi non và bờ hồ đẹp một cách ngoạn mục". Bà cũng khen ngợi thiết kế của toà lâu đài và nhận định rằng Miyazaki đã thêm những "gia vị" của riêng mình vào tác phẩm: "mối quan hệ giữa con người với thiên nhiên, tính vô nghĩa của chiến tranh và sự vui thú mà bay lượn mang tới". Joe Morgenstern từ tờ The Wall Street Journal gọi bộ phim là "một bữa tiệc linh động của những niềm hạnh phúc dạt dào". Richard Corliss của Time viết: "Tài đồ hoạ thiên phú của Miyazaki đã thổi hồn cho những toà lâu đài và hồ nước lấp lánh, máy bay chiến đấu và cả các đốm lửa." Viết cho tờ The Boston Globe, Ty Burr cho rằng: "Điều tuyệt nhất của Lâu đài bay của pháp sư Howl là nó đã vẽ ra một thế giới giả tưởng đầy phong phú về những trốn chạy của tuổi bồng bột, về tình yêu lãng mạn theo lối sử thi xưa cũ. Còn điều tệ nhất về bộ phim là nó giống như thể một bữa ăn 12 món ngon tuyệt nhưng bạn không thể nào một mình thưởng thức hết." A. O. Scott của The New York Times viết: "Những người yêu thích các tác phẩm giàu sức sáng tạo, vừa cực kì mãnh liệt về mặt cảm xúc lại vừa rất đỗi nhẹ nhàng [của Miyazaki], sẽ có rất nhiều điều để ngợi khen về bộ phim này vì nó một lần nữa thể hiện khả năng sáng tạo về mặt hình ảnh và độ tinh tế của ông ấy khi kể chuyện. Với những người mới đặt chân tới thế giới của ông, Lâu đài bay của pháp sư Howl là một đoạn giới thiệu phù hợp về một trong những phù thủy mê hoặc bậc nhất của nền điện ảnh hiện đại."
Ở chiều ngược lại, Roger Ebert của Chicago Sun-Times chấm bộ phim 2,5/4 sao và gọi đây là một "nỗi thất vọng" so với những tác phẩm gần đây của Miyazaki. Jonathan Trout của BBC viết: "Người trẻ và người hâm mộ của Miyazaki sẽ phấn khích mà nói về sự sâu sắc và vẻ siêu thực trong thế giới [của ông], nhưng cốt truyện thì khó hiểu, Sophie thường xuyên trong tâm trạng ủ dột lúc Howl vắng mặt đã gây ảnh hưởng đến tình tiết phim và khiến phần mở đầu của tác phẩm dường như mất hút." Viết cho Salon, Stephanie Zacharek cho rằng "cốt truyện của Lâu đài bay của pháp sư Howl quanh co một cách nhạt nhẽo khiến các tình tiết phim trở nên kém thu hút đi nhiều. Lối kể chuyện của Miyazaki tựa như cách trẻ nhỏ kể chuyện trong sự phấn khích tột độ và bạo dạn thử nghiệm với khả năng biểu đạt non nớt của mình." Stephen Hunter từ The Washington Post phê bình cốt truyện của bộ phim: "Phim này không có cốt truyện, hay đúng hơn là không có động lực nào thúc đẩy cốt truyện, do đó nó cứ quanh co một cách vô định chẳng vì một lý do nào." Dù vậy, ông cũng nhận định rằng tác phẩm đã đề cao nữ giới và "đẹp đến mức không thể diễn tả bằng lời." David Rooney của Variety đánh giá rằng "câu chuyện diễn biến nhanh chóng trong một tiếng đầu của bộ phim, còn về sau thì lại càng thất thường hơn" và nhận định rằng phiên bản tiếng Anh cần được dịch thuật tốt hơn. Học giả văn học Matt Kimmich cho rằng bộ phim là một "cái bắt tay không thoải mái giữa hai cốt truyện và hai trí tưởng tượng," ý chỉ tác phẩm gốc của Jones và lối làm phim hoạt hình cũng như kể chuyện của Miyazaki. Tuy nhiên, ông cũng thấy rằng những cảnh mà không phụ thuộc vào cả cốt truyện gốc của Jones lẫn những tình tiết do Miyazaki thêm vào tạo nên "khiếu hài hước thể hiện qua hình ảnh mà đã gợi lại sự dí dỏm và nhẹ nhàng thể hiện bằng con chữ trong tiểu thuyết của Jones," cũng như "hoạt hoạ đã giải phóng chính mình khỏi những gì mà hai cốt truyện đòi hỏi—rồi vút bay."

### Danh sách top 10
Bộ phim xuất hiện trong danh sách top 10 phim hay nhất năm 2005 của nhiều nhà phê bình.
- Hạng 2 – Ella Taylor, LA Weekly (hoà)
- Hạng 4 – Kenneth Turan, Los Angeles Times
- Hạng 5 – Tasha Robinson, The A.V. Club
- Hạng 6 – Lawrence Toppman, The Charlotte Observer
- Hạng 6 – Jonathan Rosenbaum, The Chicago Reader (hoà)
- Hạng 8 – Michael Sragow, The Baltimore Sun
- Hạng 8 – Michael Wilmington, The Chicago Tribune
- Peter Rainer, The Christian Science Monitor (không có thứ hạng cụ thể do danh sách xếp theo thứ tự bảng chữ cái)

### Giải thưởng
| Năm  | Giải thưởng                                | Hạng mục                                                                     | Kết quả       | Đề cử cho                                                                               | Chú thích     |
| ---- | ------------------------------------------ | ---------------------------------------------------------------------------- | ------------- | --------------------------------------------------------------------------------------- | ------------- |
| 2004 | Liên hoan phim quốc tế Venezia lần thứ 61  | Giải Osella cho Thành tựu về kỹ thuật                                        | Đoạt giải     | Lâu đài bay của pháp sư Howl                                                            | [ 53 ]        |
| 2004 | Giải Điện ảnh Mainichi                     | Phim điện ảnh Nhật Bản nói chung hay nhất (Giải thưởng Lựa chọn của độc giả) | Đoạt giải     | Lâu đài bay của pháp sư Howl                                                            | [ 54 ]        |
| 2004 | Liên hoan Nghệ thuật truyền thông Nhật Bản | Giải Xuất sắc, hạng mục Hoạt hình                                            | Đoạt giải     | Lâu đài bay của pháp sư Howl                                                            | [ 55 ]        |
| 2005 | Giải Anime Tokyo                           | Phim hoạt hình của năm                                                       | Đoạt giải     | Lâu đài bay của pháp sư Howl                                                            | [ 56 ]        |
| 2005 | Giải Anime Tokyo                           | Đạo diễn xuất sắc nhất                                                       | Đoạt giải     | Miyazaki Hayao                                                                          | [ 56 ] [ 57 ] |
| 2005 | Giải Anime Tokyo                           | Nữ diễn viên lồng tiếng xuất sắc nhất                                        | Đoạt giải     | Baisho Chieko                                                                           | [ 56 ] [ 57 ] |
| 2005 | Giải Anime Tokyo                           | Nhạc phim hay nhất                                                           | Đoạt giải     | Hisaishi Joe                                                                            | [ 56 ] [ 57 ] |
| 2005 | Liên hoan phim Maui                        | Giải Khán giả                                                                | Đoạt giải     | Lâu đài bay của pháp sư Howl                                                            | [ 56 ] [ 57 ] |
| 2005 | Liên hoan phim quốc tế Seattle             | Giải Golden Space Needle                                                     | Á quân hạng 1 | Lâu đài bay của pháp sư Howl                                                            | [ 56 ] [ 57 ] |
| 2006 | Giải Oscar lần thứ 78                      | Phim hoạt hình hay nhất                                                      | Đề cử         | Lâu đài bay của pháp sư Howl                                                            | [ 58 ]        |
| 2006 | Giải Sao thổ                               | Phim hoạt hình hay nhất                                                      | Đề cử         | Lâu đài bay của pháp sư Howl                                                            | [ 59 ]        |
| 2007 | Giải Nebula                                | Giải Nebula cho Kịch bản xuất sắc nhất                                       | Đoạt giải     | Miyazaki Hayao (kịch bản), Cindy Davis Hewitt và Donald H. Hewitt (biên dịch tiếng Anh) | [ 60 ]        |

#### Ấn bản
- Cavallaro, Dani (2006). The Anime Art of Hayao Miyazaki. McFarland. ISBN 978-0-7864-5129-6. Lưu trữ bản gốc ngày 31 tháng 1 năm 2021. Truy cập ngày 8 tháng 11 năm 2021.
- Cavallaro, Dani (2015). Hayao Miyazaki's World Picture. McFarland. ISBN 978-1-4766-2080-0. Lưu trữ bản gốc ngày 31 tháng 1 năm 2021. Truy cập ngày 8 tháng 11 năm 2021.
- Cavallaro, Dani (2014). The Late Works of Hayao Miyazaki: A Critical Study, 2004-2013. Jefferson, NC: McFarland. tr. 26–30. ISBN 978-1-4766-1909-5.
- McCarthy, Helen (2009). 500 Essential Anime Movies: The Ultimate Guide. HarperCollins. ISBN 978-0-06-147450-7. Lưu trữ bản gốc ngày 31 tháng 1 năm 2021. Truy cập ngày 8 tháng 11 năm 2021.
- Levi, Antonia (2008). "Howl's Moving Castle". Mechademia. Quyển 3. tr. 261–263. doi:10.1353/mec.0.0059. S2CID 201752967.
- Lioi, Anthony (2010). "The City Ascends: Laputa: Castle in the Sky as Critical Ecotopia". Interdisciplinary Comics Studies. Quyển 5 số 2.
- Parsons, Elizabeth (ngày 19 tháng 10 năm 2007). "Animating Grandma: the indices of age and agency in contemporary children's films" (PDF). Journal of Aging, Humanities, and the Arts. Quyển 1 số 3–4. tr. 221–229. doi:10.1080/19325610701638243. hdl:10536/DRO/DU:30007845. Lưu trữ (PDF) bản gốc ngày 10 tháng 12 năm 2020. Truy cập ngày 8 tháng 11 năm 2021.
- Scott, A. O. (tháng 7 năm 2005). "Where the Wild Things Are: The Miyazaki Menagerie" (PDF). The Asia-Pacific Journal. Quyển 3 số 7. Lưu trữ (PDF) bản gốc ngày 18 tháng 8 năm 2016. Truy cập ngày 8 tháng 11 năm 2021.
- Smith, Lindsay (ngày 1 tháng 4 năm 2011). "War, Wizards, and Words: Transformative Adaptation and Transformed Meanings in Howl's Moving Castle". The Projector Film and Media Journal. Quyển 11 số 1.
- Talbot, Margaret (tháng 3 năm 2006). "The Auteur of Anime". The Asia-Pacific Journal. Quyển 4 số 3.
- Wilson, Carl; Wilson, Garrath T. (2015). "Taoism, Shintoism, and the ethics of technology: an ecocritical review of Howl's Moving Castle". Resilience: A Journal of the Environmental Humanities. Quyển 2 số 3. tr. 189–194. doi:10.5250/resilience.2.3.0189. S2CID 191753828. Lưu trữ bản gốc ngày 8 tháng 11 năm 2021. Truy cập ngày 8 tháng 11 năm 2021.
- Kimmich, Matt (2007). "Animating the Fantastic: Hayao Miyazaki's Adaptation of Diana Wynne Jones's Howl's Moving Castle". Trong Straytner, Leslie; Keller, James R. (biên tập). Fantasy Fiction into Film. Jefferson, North Carolina: McFarland & Company.

#### Trực tuyến
- "Howl Nominated for Saturn Award". Anime News Network. ngày 21 tháng 2 năm 2006. Lưu trữ bản gốc ngày 3 tháng 6 năm 2017. Truy cập ngày 24 tháng 7 năm 2016.
- "2004 Mainichi Film Awards". Anime News Network. ngày 24 tháng 1 năm 2005. Lưu trữ bản gốc ngày 18 tháng 9 năm 2021. Truy cập ngày 24 tháng 7 năm 2016.
- "Howl's Moving Castle". Box Office Mojo. Lưu trữ bản gốc ngày 7 tháng 10 năm 2020. Truy cập ngày 25 tháng 10 năm 2019.
- Smalley, Gregory J. (ngày 30 tháng 5 năm 2019). "A Look Back at Miyazaki's Steampunk Classic "Howl's Moving Castle"". The Spool. Lưu trữ bản gốc ngày 8 tháng 11 năm 2021. Truy cập ngày 24 tháng 10 năm 2019.{{Chú thích web}}:  Quản lý CS1: ref trùng mặc định (liên kết)
- "Official Awards of the 61st Venice Film Festival". labiennale.org. ngày 11 tháng 9 năm 2004. Bản gốc lưu trữ ngày 9 tháng 10 năm 2004.
- Burr, Ty (ngày 10 tháng 6 năm 2005). "Though unintelligible at times, Miyazaki's 'Castle' is magical". The Boston Globe. Lưu trữ bản gốc ngày 31 tháng 1 năm 2021. Truy cập ngày 18 tháng 7 năm 2016.
- "Japanese Walt Disney - Film - Entertainment - theage.com.au". The Age. ngày 18 tháng 9 năm 2005. Lưu trữ bản gốc ngày 14 tháng 10 năm 2014. Truy cập ngày 14 tháng 12 năm 2017.
- Corliss, Richard (ngày 5 tháng 6 năm 2005). "Movies: For Children of All Ages". Time. Lưu trữ bản gốc ngày 31 tháng 1 năm 2021. Truy cập ngày 18 tháng 7 năm 2016.
- Ebert, Roger (ngày 9 tháng 6 năm 2005). "Howl's Moving Castle Movie Review (2005)". RogerEbert.com. Lưu trữ bản gốc ngày 9 tháng 10 năm 2021. Truy cập ngày 2 tháng 6 năm 2013.
- Geoghegan, Kev (ngày 5 tháng 12 năm 2011). "Howl's Moving Castle adapted for the stage in Southwark". BBC. Lưu trữ bản gốc ngày 31 tháng 1 năm 2021. Truy cập ngày 24 tháng 7 năm 2016.
- Online Ghibli. "Howl's Moving Castle". Online Ghibli. Lưu trữ bản gốc ngày 27 tháng 5 năm 2021. Truy cập ngày 16 tháng 7 năm 2013.
- Gordon, Devin (2005). "A 'Positive Pessimist'". The Hayao Miyazaki Web. Lưu trữ bản gốc ngày 5 tháng 1 năm 2012. Truy cập ngày 8 tháng 5 năm 2008.
- "Howl's Moving Castle". IMDb. Lưu trữ bản gốc ngày 31 tháng 1 năm 2021. Truy cập ngày 24 tháng 7 năm 2016.
- "2004 Japan Media Arts Festival Awards" (bằng tiếng Nhật). Trung tâm Nghệ thuật truyền thông Nhật Bản, Bộ Văn hoá. Lưu trữ bản gốc ngày 4 tháng 4 năm 2010. Truy cập ngày 1 tháng 3 năm 2009.
- "Music in the movies: Joe Hisaishi". Den of Geek. Lưu trữ bản gốc ngày 15 tháng 12 năm 2017. Truy cập ngày 14 tháng 12 năm 2017.
- "The Locus Index to SF Awards: 2007 Nebula Awards". Locus. Bản gốc lưu trữ ngày 5 tháng 6 năm 2011. Truy cập ngày 6 tháng 12 năm 2011.
- "Metacritic: 2007 Film Critic Top Ten Lists". Metacritic. Bản gốc lưu trữ ngày 14 tháng 12 năm 2007. Truy cập ngày 4 tháng 1 năm 2008.
- "Howl's Moving Castle". Metacritic. Lưu trữ bản gốc ngày 13 tháng 6 năm 2021. Truy cập ngày 18 tháng 7 năm 2016.
- Morgenstern, Joel (ngày 10 tháng 6 năm 2005). "Married, With Howitzers: 'Mr. and Mrs. Smith' Battle, Slaying Nuance and Humor". The Wall Street Journal. Lưu trữ bản gốc ngày 22 tháng 12 năm 2017. Truy cập ngày 18 tháng 7 năm 2016.
- "(Howl's Moving Castle) – Frequently Asked Questions (FAQ)". Nausicaa.net. Lưu trữ bản gốc ngày 25 tháng 1 năm 2021. Truy cập ngày 19 tháng 7 năm 2016.
- "Hauru no Ugoku Shiro – Credits". Nausicaa.net. Lưu trữ bản gốc ngày 19 tháng 9 năm 2021. Truy cập ngày 24 tháng 7 năm 2016.
- "The 78th Academy Awards (2006) Nominees and Winners". Viện Hàn lâm Khoa học và Nghệ thuật Điện ảnh. Lưu trữ bản gốc ngày 24 tháng 12 năm 2013. Truy cập ngày 5 tháng 9 năm 2013.
- Puig, Claudia (ngày 9 tháng 6 năm 2005). "'Howl's Moving Castle' enchants". USA Today. Lưu trữ bản gốc ngày 14 tháng 6 năm 2021. Truy cập ngày 2 tháng 6 năm 2013.
- "Howl's Moving Castle Movie Reviews". Rotten Tomatoes. Fandango. Lưu trữ bản gốc ngày 21 tháng 10 năm 2021. Truy cập ngày 21 tháng 9 năm 2019.
- Giardina, Carolyn (ngày 17 tháng 7 năm 2017). "Gkids, Studio Ghibli Ink Home Entertainment Deal". The Hollywood Reporter. Lưu trữ bản gốc ngày 22 tháng 7 năm 2017. Truy cập ngày 17 tháng 7 năm 2017.{{Chú thích web}}:  Quản lý CS1: ref trùng mặc định (liên kết)
- Rooney, David (ngày 8 tháng 9 năm 2004). "Review: 'Howl's Moving Castle'". Variety. Lưu trữ bản gốc ngày 5 tháng 3 năm 2018. Truy cập ngày 18 tháng 7 năm 2016.
- "Studio Ghibli Diary". Schnell, Philip biên dịch. Nausicaa.net. Lưu trữ bản gốc ngày 19 tháng 9 năm 2021. Truy cập ngày 5 tháng 9 năm 2013.
- Scott, A.O. (ngày 10 tháng 6 năm 2005). "A Cursed Teenager Turns 90. Let the Adventures Begin". The New York Times. Lưu trữ bản gốc ngày 5 tháng 5 năm 2021. Truy cập ngày 18 tháng 7 năm 2016.
- Shilling, Mark (ngày 17 tháng 12 năm 2002). "New Hayao Miyazaki film heads Toho line-up". ScreenDaily. Bản gốc lưu trữ ngày 17 tháng 8 năm 2003. Truy cập ngày 5 tháng 9 năm 2013.
- Travers, Peter (ngày 9 tháng 6 năm 2005). "Howl's Moving Castle". Rolling Stone. Lưu trữ bản gốc ngày 8 tháng 12 năm 2017. Truy cập ngày 18 tháng 2 năm 2012.
- 均, 中村 (ngày 23 tháng 5 năm 2007). "110万冊無料配布。"ゲドを読む。"の狙いを読む 宮崎吾朗監督作品「ゲド戦記」DVDのユニークなプロモーション". Nikkei Business (bằng tiếng Nhật). Nikkei Business Publications. Bản gốc lưu trữ ngày 16 tháng 8 năm 2018. Truy cập ngày 16 tháng 8 năm 2018.
- "Hauru no ugoku shiro (2005) - Financial Information". The Numbers. Lưu trữ bản gốc ngày 16 tháng 8 năm 2018. Truy cập ngày 15 tháng 8 năm 2018.
- Trout, Jonathan (ngày 13 tháng 9 năm 2005). "Howl's Moving Castle". BBC. Lưu trữ bản gốc ngày 1 tháng 2 năm 2021. Truy cập ngày 18 tháng 7 năm 2016.
- Zacharek, Stephanie (ngày 10 tháng 6 năm 2005). "Howl's Moving Castle". Salon. Lưu trữ bản gốc ngày 31 tháng 1 năm 2021. Truy cập ngày 18 tháng 7 năm 2016.
- Hunter, Stephen (ngày 10 tháng 6 năm 2005). "The Emperor Has No Story". The Washington Post. Lưu trữ bản gốc ngày 20 tháng 11 năm 2016. Truy cập ngày 20 tháng 11 năm 2016.{{Chú thích báo}}:  Quản lý CS1: ref trùng mặc định (liên kết)